# 百万大裁军

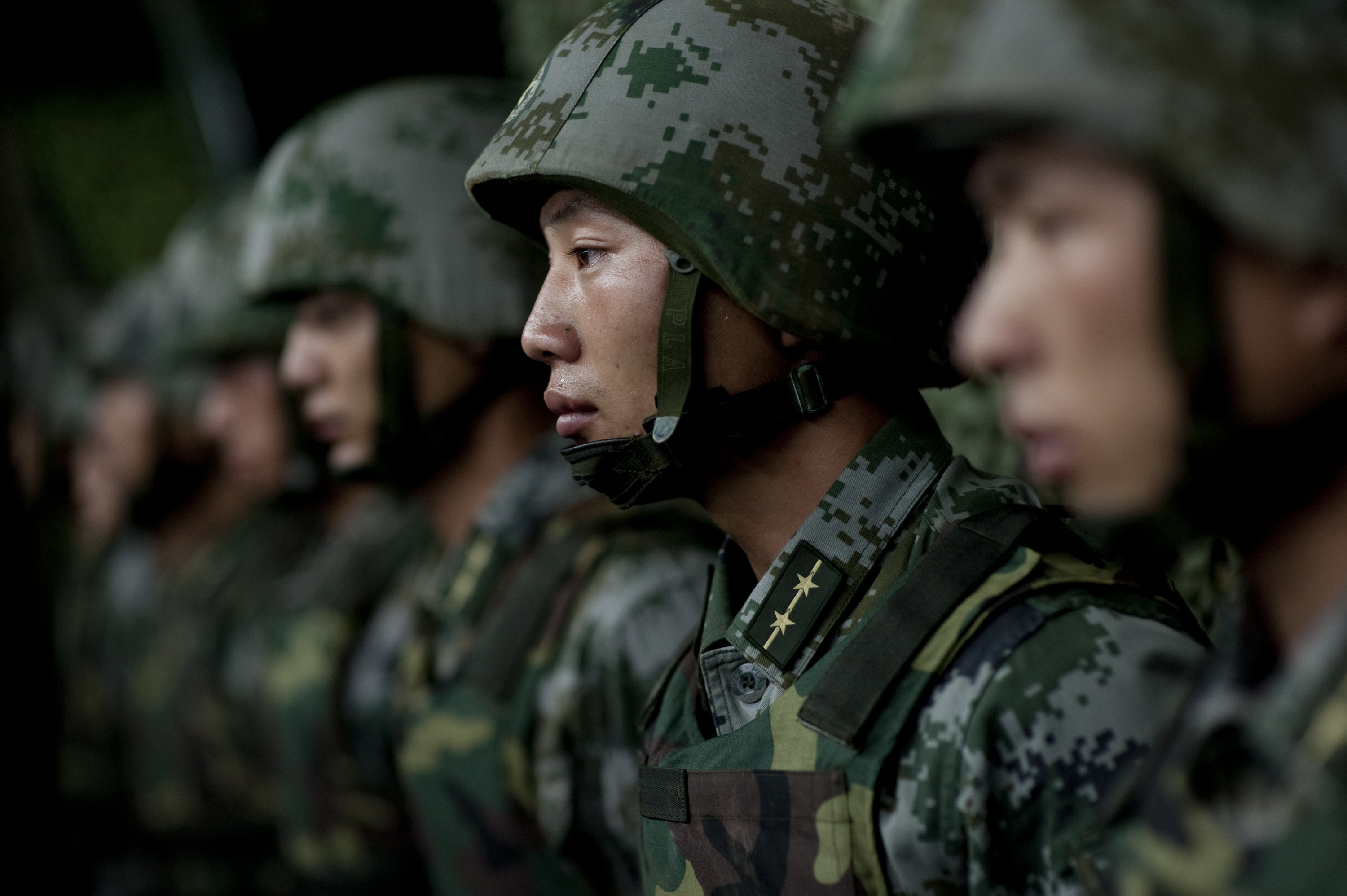
南京軍區步兵

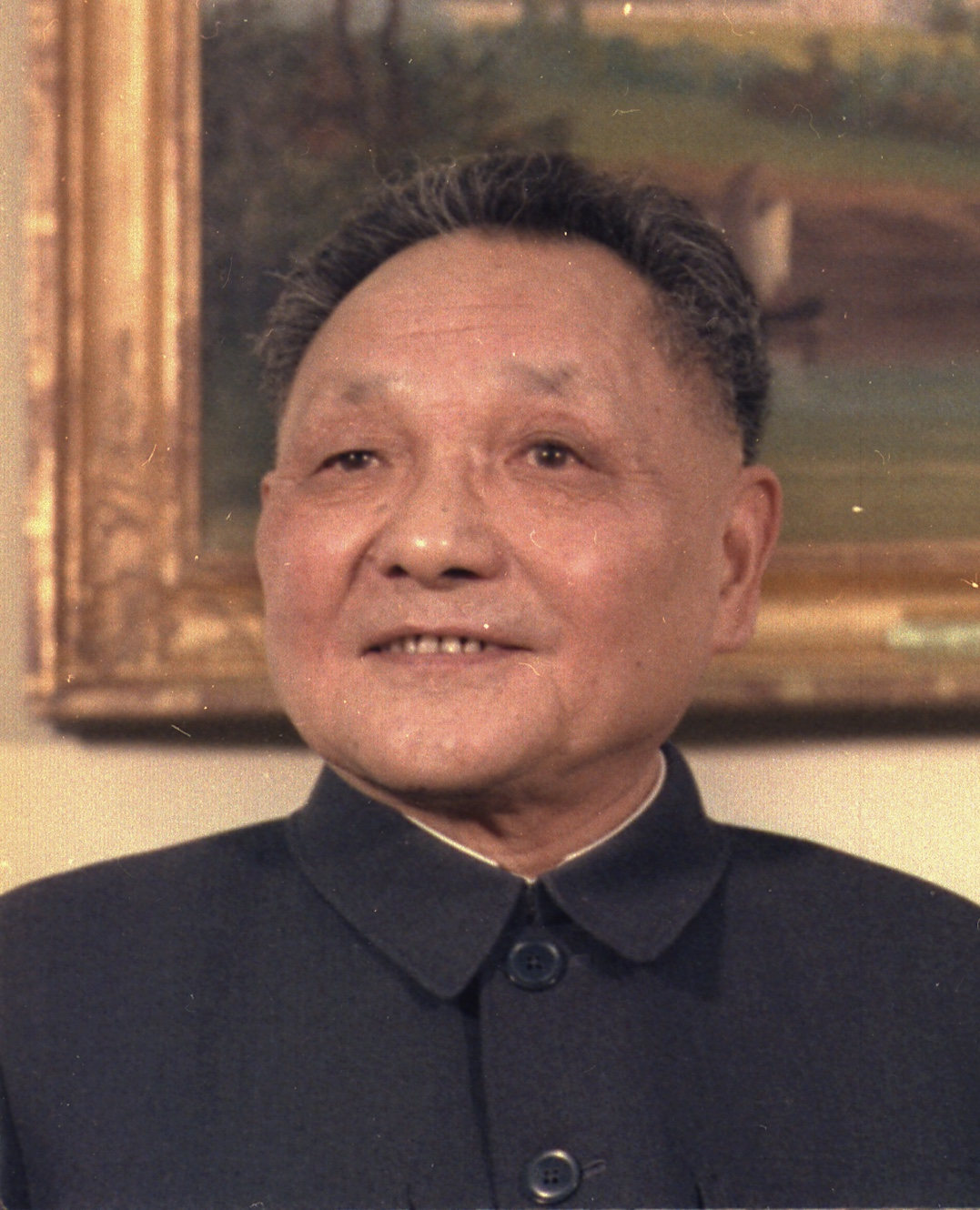
中央軍委主席鄧小平

百万大裁军指的是中华人民共和国在1985年中－1987年底期间，在当时的中央军事委员会主席邓小平领导下，中国人民解放军裁军100万人。

## 背景
十一届三中全会以后，邓小平要求国防和军队建设要腾出力量，支援国民经济发展，并且要现代化、正规化。1970、80 年代的中越战争也暴露出中国军队的问题。虽然军队服从党的指挥，但经过十年文革，部队的派系斗争严重地影响了战斗力。解放军在抗美援朝后经历了几十年的和平环境，而对越作战暴露出了军队战斗力严重弱化的问题。有关中国军队的领导、编制、作战训练、官兵比例、干部年龄及素质要求等问题，都成为中央军委思考的改革内容。80 年代后，解放军进行了一系列改革。
1982年，军委各技术兵种裁减合并为总参谋部的兵种部，铁道兵部队集体转业到铁道部。在大量裁撤指挥机关的同时，增设了电子对抗部队，成立了国防科工委，以适应国防现代化的需要。1983年4月，中国人民武装警察部队组建成立。
1984年11月1日，在北京召开中央军委座谈会，时任中央军委主席的邓小平，发表了近90分钟的讲话，提出在军队几次整编的基础上，再裁减员额100万。这一决定反映了中共中央对国际国内政治、经济形势判断后集体下的决心。军委座谈会后，中央军委根据邓小平的讲话精神，研究了裁员百万的整编方案，确定改革体制编制，调整编成比例，减少干部和保障人员，淘汰落后装备。
1985年5月23日至6月6日，中央军委在北京召开扩大会议，会议的主要内容除了调整、选配大军区领导班子，使军队干部年轻化外，就是贯彻党中央、国务院关于裁减军队员额100万的任务，对军队进行精简整编和体制改革。1985年6月4日，中央军委主席邓小平在中央军委扩大会议上宣布：“中国人民解放军减少员额一百万”:112

## 原因
邓小平提出裁军100万，理由主要有二。第一是因为解放军机构臃肿，每个军区的领导班子有十几名二十名之多，而且结构不合理，官兵比例是 1:2.6，远远高于其他国家。当时中国军费很少，而军队人数太多，直接限制了军队武器装备的发展和战斗力的提高。裁军可以节省开支、改善装备、提高军队素质。另一个裁军的理由是基于对国际形势的判断，短期内不会发生大的战争，要腾出更多的钱来搞建设，而且“即使战争爆发，我们也要消肿”。

## 过程
按照中央军委的决策部署，从1985年下半年开始，按照先机关，后部队、院校和保障单位的顺序，解放军自上而下地组织实施了百万大裁军。到1987年，中国人民解放军的总员额由423.8万人减到323.5万人。之后，又作了进一步的裁减，至1990年，全军总员额减到319.9万人，共裁减员额103.9万人。
在此次裁军行动，原来的11个大军区精简合并成7个，合并了武汉、昆明、福州、新疆4个大军区。减少军级以上单位31个，撤销师、团级单位4,050个，县、市人武部改归地方建制。有大量军队领导在新的合并后的军区里面没有任职，而就地免职或退休。解放军也组建了陆军集团军和陆军航空兵，加大了技术兵种的比例，标志着中国军队开始了战略性结构大调整。

## 评价
袁厚春认为，百万大裁军是改革开放的重要里程碑。袁厚春认为，裁减军队数量，精简整编，可以更好地集中人力财力进行现代化建设。裁减员额节省下来的“人头费”，可以用于更新装备，加强军队的科技力量，从而达到提高部队战斗力的目的，使军队向现代化、正规化方向迈进。经济和科技的竞争，是当今世界最主要的较量。